# Museu d'Etnologia i Paleontologia de Madagascar
El Museu d'Etnologia i Paleontologia (en francès: Musée d'Ethnologie et de Paléontologie) és un museu d'Antananarivo, a Madagascar. El museu mostra la història natural prehistòrica de ll'illa i la forma de vida dels seus habitants.
S'hi troba un bon nombre d'animals dissecats i esquelets grans de fauna local ja extinta. També s'hi poden veure exposicions que expliquen la història de molts grups ètnics del país a través dels seus costums i artesanies tradicionals.